# Manhattan (pétrolier)
Pour les articles homonymes, voir Manhattan (homonymie).
Le Manhattan était un pétrolier américain, connu pour avoir navigué dans le passage du Nord-Ouest en 1969 après avoir été converti en pétrolier brise-glace. Il relançait ainsi durablement le litige maritime qui opposait les États-Unis au Canada concernant ce passage. Les uns considèrent qu’il s’agit d’une voie internationale libre à toute circulation tandis que les seconds affirment qu’il s’agit d’un passage maritime intérieur soumis à leur juridiction. Déjà, en 1954, les navires militaires américains Storis, Bramble et Spar avaient emprunté le passage du Nord-Ouest sans en référer à Ottawa.

## Histoire
Le Manhattan fut construit en 1962 aux États-Unis pour le compte de l’armateur Niarchos et il était, à son lancement, le plus gros superpétrolier avec une longueur de 287 mètres, une capacité de 115 000 tpl, le tout conduit par un équipage de 45 marins.

### Propulsion
Sa propulsion était assurée non par des diesels mais par des turbines , ce qui présentait un point de faiblesse dans le cas d'un voyage à travers la banquise, en effet la propulsion par turbine ne fonctionne à pleine puissance (43000 Cv dans le cas présent) qu'en marche avant (sauf pour la transmission Turbo - électrique qui fut utilisée sur le paquebot Normandie dans les années 1930). En marche arrière (utilisée uniquement pour les manœuvres portuaires, à faible vitesse) c'est un second jeu de turbines, beaucoup moins puissant (6000 Cv seulement pour le Manhattan)qui entre en action. En cas de blocage dans un Icefield trop épais (pack - Ice) nécessitant de se dégager en arrière le Manhattan était clairement handicapé et de fait, lors du voyage il dut requérir l'assistance de brise glaces canadiens lors d'une tentative avortée de passage par la Mer de Beaufort.

### Contexte de la tentative
Avec la découverte du pétrole en Alaska, à Prudhoe Bay dans les années 1950, se posa le problème du transport du pétrole brut vers les lieux de raffinage et de consommation, en particulier vers la côte Est des États-Unis.
La solution de l'oléoduc (ou pipe-line) n'allait pas sans difficultés (implications géopolitiques et diplomatiques pour passer par le Canada, nécessité de réchauffer le pétrole pour le fluidifier dans l'environnement arctique, ce qui posait alors le problème difficile d'implanter la conduite dans le sol gelé (pergélisol) qui aurait fondu et provoqué la rupture du pipe-line).
Il était tentant pour les compagnies pétrolières de charger le pétrole directement au lieu de production sur des super pétroliers et de l'emmener sur les lieux de raffinage et de consommation sans rupture de charge entraînant des surcoûts. Ceci impliquait d'utiliser le passage du Nord-Ouest, qui n'avait été pratiqué que très exceptionnellement par des explorateurs, avec de nombreuses difficultés (désastre de l'expédition Franklin, hivernages éprouvants de Mac Clure et Mac Clintock, mort du lieutenant français Bellot, épreuves rencontrées par Amundsen, qui prit d'ailleurs, avec sa goélette Gjoia une route proche de la terre, impraticable pour les gros navires modernes à fort tirant d'eau).
La compagnie Exxon décida d'emprunter le passage du Nord-Ouest : Le navire fut ainsi modifié en février 1969 aux chantiers navals de la Sun Shipbuilding and Drydock Company de la baie du Delaware pour une somme de 54 millions de dollars de l’époque. Sa transformation en brise-glace nécessita son découpage en quatre tronçons (modifiés dans quatre chantiers différents puis ressoudés), l’allongement de sa proue de près de 20 mètres, avec installation d'une étrave brise -glaces conçue par le prestigieux MIT, le renforcement de ses flancs et la protection de ses deux hélices, le tout pour un supplément de poids de 9 000 tonnes.
Il fut par ailleurs équipé de tout le matériel de mesure dernier cri pour le positionnement par satellites (système Transit, l'ancêtre du GPS), la mesure de l'épaisseur de la glace par télémétrie laser ainsi que de deux hélicoptères.
Des essais de progression dans la glace furent menés en France, avec des maquettes, sur le lac de Revel où la société SOGREAH a installé un centre d'entraînement à la manœuvre des très gros navires.
Pour le passage, le Manhattan, les cuves remplies d'eau afin de le lester, était escorté de deux brise-glaces, l’un américain, l’autre canadien (le Sir John A. Macdonald). 126 personnes avaient pris place à bord : outre l’équipage, on dénombrait des ingénieurs, des scientifiques, des membres du Congrès américain et du Parlement canadien ainsi que la presse, dont l'envoyé spécial du Figaro, Pierre De Latil.
Le 2 septembre 1969, le Manhattan doublait la terre de Baffin et rencontrait la glace en pénétrant dans de détroit de Lancaster. Le navire était en mesure de briser la glace « jeune » de 6 mètres d’épaisseur, au-delà il fallut l’aide des brise-glaces. Après avoir franchi le détroit de McClure, le superpétrolier s’engageait le 11 septembre dans le détroit du Prince-de-Galles où il trouva l’eau libre pour atteindre Prudhoe Bay le 14 septembre. Il y chargea symboliquement un baril de pétrole. Il fut de retour au port de New York le 12 novembre après un périple de 4 400 milles dont près de la moitié dans les glaces.
Au retour, il fit constaté que les "soufflages" latéraux de sa coque (rajoutés pour la circonstance ) avait été percés par le frottement des glaces, sans marée noire puisque pour ce voyage d'essai les ballasts latéraux et les soutes étaient remplis d'eau de mer et non de pétrole.
Par ailleurs, le voyage du Manhattan, même s'il avait démontré la faisabilité de la navigation par le redoutable passage du Nord-Ouest, n'avait aucunement résolu celui de son chargement devant Prudhoe Bay, un endroit où le charriage continu des Icebergs par les vents et les courants marins interdit toute construction d'un port permanent et rend problématique même l'installation d'un corps-mort spécial portant un pipeline souple (type S.M.P. -Single Mooring Point Terminal).
Un second franchissement complet du passage du Nord-Ouest eut lieu (toujours à titre expérimental, sans pétrole), mais dans une ambiance plus tendue entre les États-Unis et le Canada, qui exigea une forte caution pour prêter ses brise-glaces et se prémunir contre une éventuelle marée noire.
Plus tard, le Manhattan continua à transporter du pétrole brut, notamment depuis Valdez en Alaska où les hydrocarbures étaient désormais acheminés par oléoducs. Le 15 juillet 1987, le Manhattan s'échoue à Yeosu (Corée du Sud) à cause du typhon Thelma. Remis à flot le 27, il fut vendu à Hong Kong puis à la Chine pour être démoli.
L’exploit du Manhattan fut suivi en 1985 par l'USCGC Polar Sea, réactualisant la polémique des détroits.
À la suite de la déclassification des dossiers de la CIA (US Freedom of Information Act) on apprendque le Premier ministre canadien Pierre E. Trudeau eut des frictions avec le gouvernement américain au sujet du passage sans annonce ou permission du pétrolier Manhattan. Il utilisa cette situation pour déposer de nouvelles réclamations sur les pêches, le contrôle de la pollution, en investissant dans l'exploration pétrolière et gazière, en augmentant la présence militaire et améliorant les systèmes de communications canadiens dans l'Arctique.